# Crotalus
Crotalus – rodzaj węży z podrodziny grzechotników (Crotalinae) w rodzinie żmijowatych (Viperidae).

## Zasięg występowania
Rodzaj obejmuje gatunki występujące w Ameryce (Kanada, Stany Zjednoczone, Meksyk, Belize, Gwatemala, Salwador, Honduras, Nikaragua, Kostaryka, Aruba, Kolumbia, Wenezuela, Gujana, Surinam, Gujana Francuska, Brazylia, Peru, Boliwia, Paragwaj, Urugwaj i Argentyna).

## Systematyka

### Etymologia
- Crotalus (Crotalinus): gr. κρoταλον krotalon „grzechotka”, od κροτεω kroteō „grzechotać, stukać”[14].
- Crotalophorus: gr. κρoταλον krotalon „grzechotka”, od κροτεω kroteō „grzechotać, stukać”[14]; φoρεω phoreō „nosić”[15]. Gatunek typowy: Crotalus durissus Linnaeus, 1758.
- Caudisona: łac. cauda „ogon”[16]; sonus „hałas, dźwięk”[17]. Gatunek typowy: Caudisona terrifica Laurenti, 1768 (= Crotalus durissus Linnaeus, 1758).
- Crotalurus: gr. κρoταλον krotalon „grzechotka”, od κροτεω kroteō „grzechotać, stukać”[14]; ουρα oura „ogon”[18]. Nazwa zastępcza dla Crotalus Linnaeus, 1758.
- Uropsophus: gr. ουρα oura „ogon”[18]; ψοφος psophos „hałas”[19]. Gatunek typowy: Uropsophus triseriatus Wagler, 1830.
- Urocrotalon: gr. ουρα oura „ogon”[18]; κρoταλον krotalon „grzechotka”, od κροτεω kroteō „grzechotać, stukać”[14]. Gatunek typowy: Crotalus durissus Linnaeus, 1758.
- Aploaspis: gr. ἁπλοος haploos „prosty”[20]; ασπις aspis „żmija”[21]. Gatunek typowy: Caudisona lepida Kennicott, 1861.
- Aechmophrys: gr. αιχμη aikhmē „włócznia”[22]; οφρυς ophrus, οφρυος ophruos „brew”[23]. Gatunek typowy: Crotalus cerastes Hallowell, 1854.
- Paracrotalus: gr. παρα para „blisko”[24]; rodzaj Crotalus Linnaeus, 1758. Gatunek typowy: Caudisona terrifica Laurenti, 1768 (= Crotalus durissus Linnaeus, 1758).

### Podział systematyczny
Do rodzaju należą następujące gatunki:

- Crotalus adamanteus Palisot de Beauvois, 1799 – grzechotnik diamentowy[25]
- Crotalus angelensis Klauber, 1963
- Crotalus aquilus Klauber, 1952
- Crotalus armstrongi Campbell, 1979
- Crotalus atrox Baird & Girard, 1853 – grzechotnik teksaski[26]
- Crotalus basiliscus (Cope, 1864) – grzechotnik meksykański[27]
- Crotalus brunneus Harris & Simmons, 1978
- Crotalus campbelli Bryson Jr, Linkem, Dorcas, Lathrop, Jones, Alvarado-Díaz, Grünwald & Murphy, 2014
- Crotalus catalinensis Cliff, 1954 – grzechotnik kataliński[27]
- Crotalus cerastes Hallowell, 1854 – grzechotnik rogaty[26]
- Crotalus cerberus (Coues, 1875)
- Crotalus concolor Woodbury, 1929
- Crotalus culminatus Klauber, 1952
- Crotalus durissus Linnaeus, 1758 – grzechotnik straszliwy[26]
- Crotalus enyo (Cope, 1861)
- Crotalus ericsmithi Campbell & Flores-Villela, 2008
- Crotalus estebanensis Klauber, 1949
- Crotalus exiguus Campbell & Armstrong, 1979
- Crotalus helleri Meek, 1905
- Crotalus horridus Linnaeus, 1758 – grzechotnik pospolity[27]
- Crotalus intermedius Troschel, 1865
- Crotalus lannomi Tanner, 1966
- Crotalus lepidus (Kennicott, 1861) – grzechotnik skalny[26]
- Crotalus lorenzoensis Radcliff & Maslin, 1975
- Crotalus lutosus Klauber, 1930
- Crotalus mictlantecuhtli Carbajal-Márquez, Cedeño-Vázquez, Martínez-Arce, Neri-Castro & Machkour-M’Rabet, 2020
- Crotalus mitchellii (Cope, 1861) – grzechotnik kropiaty[26]
- Crotalus molossus Baird & Girard, 1853 – grzechotnik górski[26]
- Crotalus morulus Klauber, 1952
- Crotalus oreganus Holbrook, 1840
- Crotalus ornatus Hallowell, 1854
- Crotalus polisi Meik, Schaack, Flores-Villela & Streicher, 2018
- Crotalus polystictus (Cope, 1865)
- Crotalus pricei Van Denburgh, 1895 – grzechotnik parzystoplamy[26]
- Crotalus pusillus Klauber, 1952
- Crotalus pyrrhus (Cope, 1866)
- Crotalus ravus Cope, 1865 – grzechotniczek meksykański[27]
- Crotalus ruber Cope, 1892 – grzechotnik kalifornijski[27]
- Crotalus scutulatus (Kennicott, 1861) – grzechotnik pustynny[26]
- Crotalus simus Latreille, 1801
- Crotalus stejnegeri Dunn, 1919
- Crotalus stephensi Klauber, 1930
- Crotalus tancitarensis Alvarado-Díaz & Campbell, 2004
- Crotalus thalassoporus Meik, Schaack, Flores-Villela & Streicher, 2018
- Crotalus tigris Kennicott, 1859 – grzechotnik tygrysi[26]
- Crotalus tlaloci Bryson, Linkem, Dorcas, Lathrop, Jones, Alvarado-Díaz, Grünwald & Murphy, 2014
- Crotalus totonacus Gloyd & Kauffeld, 1940
- Crotalus transversus Taylor, 1944
- Crotalus triseriatus (Wagler, 1830)
- Crotalus tzabcan Klauber, 1952
- Crotalus unicolor Lidth de Jeude, 1887
- Crotalus vegrandis Klauber, 1941
- Crotalus viridis (Rafinesque, 1818) – grzechotnik preriowy[26]
- Crotalus willardi Meek, 1905 – grzechotnik graniopyski[26]